# Partido di Pehuajó
Il partido di Pehuajó è un dipartimento (partido) dell'Argentina facente parte della provincia di Buenos Aires. Il capoluogo è Pehuajó.